# Kwak Dae-sung
Dans ce nom, le nom de famille, Kwak, précède le nom personnel coréen.
Kwak Dae-sung est un judoka sud-coréen né le 13 février 1973.

## Biographie
Il dispute les Jeux olympiques d'été de 1996 à Atlanta où il remporte une médaille d'argent.

## Palmarès

### Jeux olympiques
- Jeux olympiques d'été de 1996 à Atlanta
  -  Médaille d'argent en -73 kg[1]

### Championnats du monde
- Championnats du monde de judo 1995
  -  Médaille d'argent en -71 kg